# Орлов, Аркадий Александрович
Аркадий Александрович Орлов (1868 — после 1928) — российский дипломат, востоковед, статский советник.

## Биография
С 1896 года на службе в Министерстве иностранных дел.
- 1897 — первый драгоман генерального консульства в Константинополе.
- 1897 (?)—1900 — секретарь главы чрезвычайной миссии в Абиссинии П. М. Власова.
- 1900—1902 — после отъезда чрезвычайной миссии из столицы Абиссинии Аддис-Абебы — поверенный в делах в чине титулярного советника. Полномочия его были весьма ограниченными и сводились к роли наблюдателя и корреспондента своего правительства при дворе эфиопского императора Менелика II. Эфиопский первосвященник абуна Матеос отзывался об Орлове с большим уважением и «часто выражал мнение, что несмотря на сравнительно молодые его годы, он сумел вселить к себе уважение во всех тех, с кем ему приходилось иметь дело». Менелик II, по словам Матеоса, относился к российскому временному поверенному с полным доверием. Время, проведенное Орловым в Аддис-Абебе в роли российского поверенного было временем некоторого затишья в отношениях между двумя государствами. Однако именно в этот период состоялся визит абуны Матеоса в Санкт-Петербург, очень важный для дальнейшего развития русско-эфиопских отношений. Во время этого визита было принято окончательное решение об учреждении постоянной российской миссии в Аддис-Абебе.
- 1903—1906 — вице–консул в Скутари и консул в Митровице;
- 1906—1911 — консул в Ускюбе;
- 1911—1913 — генеральный консул в Багдаде, объехал турецко-персидскую границу и оставил важные записки о жизни курдов[1];
- 1913—1916 — генеральный консул Тавризе;
- 1916—1919 — генеральный консул в Урге (Монголия). В 1917 году — одновременно генеральный консул в Кобдо. В апреле 1917 года обнародовал в Монголии текст Декларации П. Н. Милюкова о самоопределении народов. После чего Министр иностранных дел Автономной Внешней Монголии Цэрэн-Доржи направил ему ноту с утверждением незаконности установления протектора России над Урянхайским краем в 1914 году[2]. Поддерживал отношения Сибирского временного правительства и правительства Колчака (с ноября 1918 года) с  Монгольским правительством в Урге. По указанию управляющего министерством иностранных дел Сибирского правительства Ю. В. Ключникова, обеспокоенного вводом китайского батальона в Ургу, Орлов имел беседу с министром иностранных дел ургинского правительства Цэрэн-Доржи, который подтвердил статус автономии Внешней Монголии[3].

После 1919 года в эмиграции. 16 июня 1928 года избран уполномоченным (депутатом), а позже стал председателем Русской национальной общины в Тяньцзине. Вскоре на этой должности его сменил Г. А. Вержбицкий.

## Семья
- Жена[5] — Евдокия Евфимовна Яковлева (1889—?)

## Научные труды
- Орлов А. А. Путевые дневники объезда турецко-персидской границы в 1913 г. // Материалы по изучению Востока. Выпуск 2.